# Gallia Aquitania
Gallia Aquitania a Római Birodalom egyik provinciája volt a mai Franciaország délnyugati részén, nagyjából napjaink Aquitania régiójánál valamivel nagyobb területen, Gallia Lugdunensis, Gallia Narbonensis és Hispania Tarraconensis provinciák között.
A provinciát Publius Licinius Crassus sikeres hadjárata után i.e. 56-ban Julius Caesar szervezte meg az Atlanti-óceán, a Pireneusok és a Garonne folyó határolta háromszögben. Miután Agrippa leverte az i.e. 38-as gall felkelést, a provincia határát északon a Loire folyóig tolta ki. 293-ban Diocletianus császár a provinciát nagyjából a Caesar-féle eredeti határai között, Novempopulania (Aquitania Tertia) néven szervezte újra.
A mai Aquitania (franciául: Aquitaine) az egykori provincia délnyugati részén terül el.

## Fordítás
- Ez a szócikk részben vagy egészben  a   Gallia Aquitania című angol Wikipédia-szócikk ezen változatának fordításán alapul.  Az eredeti cikk szerkesztőit annak laptörténete sorolja fel. Ez a jelzés csupán a megfogalmazás eredetét és a szerzői jogokat jelzi, nem szolgál a cikkben szereplő információk forrásmegjelöléseként.
- Ez a szócikk részben vagy egészben  a   Duchy of Gascony című angol Wikipédia-szócikk ezen változatának fordításán alapul.  Az eredeti cikk szerkesztőit annak laptörténete sorolja fel. Ez a jelzés csupán a megfogalmazás eredetét és a szerzői jogokat jelzi, nem szolgál a cikkben szereplő információk forrásmegjelöléseként.